# Idere
L'Idere és una llengua que es parla a l'estat de Akwa Ibom, al sud-est de Nigèria. Es parla a l'LGA d'Itu.
L'idere és una llengua de la subfamília lingüística de les llengües del baix Cross, que formen part de les llengües Benué-Congo. Crozier and Blench van llistar-la com una llengua independent. Està relacionada amb l'anaang i amb l'eki.
L'etnologue xifra que el 1988 hi ha 5.000 parlants d'ibuoro.
El 90% dels idere-parlants són seguidors de les religions cristianes: el 14% pertanyen a esglésies evangèliques, el 75% són protestants i el 25% són catòlics. El 10% restant són seguidors de religions tradicionals africanes.